# 奥萨戈-洛迪贾诺
奥萨戈-洛迪贾诺（義大利語：Ossago Lodigiano），是意大利洛迪省的一个市镇。总面积11平方公里，人口1438人，人口密度130.7人/平方公里（2009年）。ISTAT代码为098044。